# معبد کیتوکو-این

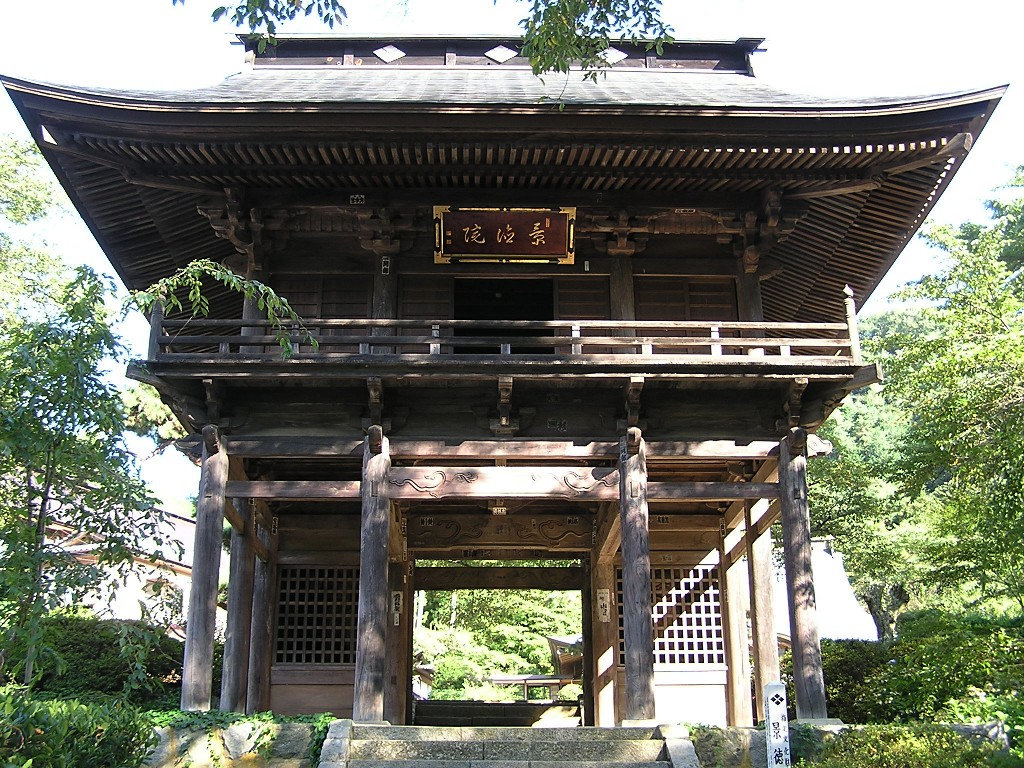
معبد کیتوکو-این

معبد کیتوکو-این (به ژاپنی: 景徳院 けいとくいん)، یک پرستشگاه در کوشو، یاماناشی در استان یاماناشی متعلق به سوتو (فرقه ذن) در ژاپن است.